# Hugo III de Maine
Hugo III (h. 960-h. 1015) se convirtió en conde de Maine a la muerte de su padre, Hugo II, h. 991.

## Vida
Era hijo de Hugo II de Maine y sucedió a su padre como conde de Maine h. 991 Construyó la fortaleza en Sablé pero para 1015 acabó siendo sostenido por los vizcondes de Maine. Fue un defensor de Ricardo II, duque de Normandía. Aliado con Odón, conde de Blois, combatió contra los reyes Hugo Capeto y Roberto II de Francia, pero se vio obligado a reconocer a los condes de Anjou como sus soberanos. Durante el asedio de Tillières, Hugo escapó por muy poco de las fuerzas normandas que lo perseguían disfrazándose de pastor local. A lo largo del siglo X la dinastía de condes de Maine, de los que Hugo III, su padre Hugo II, y abuelo Hugo I fueron todos miembros que lucharon por controlar tanto la ciudad de Le Mans y las investiduras y en ese esfuerzo estuvieron en un casi constante estado de guerra con los obispos de Le Mans, notablemente Sigefroi de Bellême y Avesgaudo. Entre 995 y 1015 Hugo III donó varias propiedades incluyendo cuatro viñedos y tres molinos en Le Mans a los monjes de Mont Saint-Michel en Normandía. Cuando se dirigió a él el abad Hildeberto en 1014 pidiéndole más tierra en la zona de Le Mans, Hugo III generosamente dio la tierra de Voivres y personalmente colocó la ofrenda en el altar de Mont Saint-Michel. Hugo murió en torno a 1014–1015.

Mapa del condado de Maine

## Descendencia
Mientras el nombre de su esposa no se sabe pero es muy probable que fuera una hermana de Judit de Rennes esposa de Ricardo II de Normandía. Su hijo fue:
- Herberto I de Maine[1] quien lo sucedió.